# Yourself or Someone Like You
Yourself or Someone Like You – debiutancki album grupy Matchbox Twenty wydany w 1996 roku.

## Lista utworów
1. Real World - 3:50
2. Long Day - 3:45
3. 3 A.M. (Thomas, John Leslie Goff, John Joseph Stanley, Brian Yale) - 3:46
4. Push (Thomas, Matt Serletic) – 3:59
5. Girl Like That – 3:45
6. Back 2 Good (Thomas, Serletic) – 5:40
7. Damn – 3:20
8. Argue – 2:58
9. Kody – 4:03
10. Busted – 4:15
11. Shame – 3:35
12. Hang – 3:47
13. Tired – 3:57 (bonus track w Japonii)